# جانين غراي
جانين غراي (بالإنجليزية: Janine Gray)‏ هي ممثلة بريطانية، ولدت في 14 يناير 1942.

## وصلات خارجية
- جانين غراي على موقع IMDb (الإنجليزية)
- جانين غراي على موقع قاعدة بيانات الفيلم (الإنجليزية)